# جی گراسکا
جی گراسکا (انگلیسی: Jay Gruska؛ ‎/ˈɡrʌskə/‎؛ زادهٔ ۲۳ آوریل ۱۹۵۲) موسیقی‌دان، آهنگساز تلویزیونی، خواننده، ترانه‌سرا و تنظیم‌کننده اهل ایالات متحده آمریکا است. وی از سال ۱۹۷۴ میلادی تاکنون مشغول فعالیت بوده‌است.
از فیلم‌ها یا مجموعه‌های تلویزیونی که وی در آن‌ها نقش داشته‌است می‌توان به بورلی هیلز، ۹۰۲۱۰، سوپرنچرال، افسون‌شده، پیله و کماندو اشاره نمود.